# Lars Püss
Lars Peeter Püss, född 15 februari 1966 i Fosie församling, Malmöhus län, är en svensk politiker (moderat), som är ordinarie riksdagsledamot sedan 2018, invald för Hallands läns valkrets. Püss är utbildad civilekonom. Sedan 2021 är Püss länsförbundsordförande för Moderaterna i Halland. 

## Biografi
Püss var tidigare verksam inom finansbranschen på Handelsbanken, Swedbank och Nordea som institutionsmäklare och kapitalförvaltare i Stockholm och Luxemburg, men också teknisk säljare inom IT-branschen i Stockholm och London. Han har varit kommunpolitiker i Halmstad och regionpolitiker i Halland sedan 2006 och har bland annat varit ordförande i miljönämnden, teknik- & fritidsnämnden, Halmstads Rådhus AB och vice ordförande i kommunstyrelsens samhällsbyggnadsutskott.
Under mandatperioden 2014–2018 tjänstgjorde Püss som ersättare i riksdagen vid två tillfällen och var då suppleant i arbetsmarknadsutskottet, försvarsutskottet och socialutskottet. Från och med valet 2018 tjänstgjorde han som suppleant i försvarsutskottet. Sedan 2019 är han också ledamot av Krigsdelegationen och Strålsäkerhetsmyndighetens insynsråd. I december 2019 bytte Püss från försvarsutskottet till utbildningsutskottet. I maj 2020 tog Püss plats i Skolinspektionens insynsråd.  I januari 2022 bytte Püss från utbildningsutskottet till civilutskottet. Sedan valet 2022 är Püss ledamot i försvarsutskottet.  Han är ledamot av Exportkontrollrådet under Inspektioner för strategiska produkter och Plikt och prövningsverkets insynsråd sedan 2023.